# Bernard Michel (compositeur)
Pour les articles homonymes, voir Bernard Michel.
 (janvier 2010).
Si vous disposez d'ouvrages ou d'articles de référence ou si vous connaissez des sites web de qualité traitant du thème abordé ici, merci de compléter l'article en donnant les références utiles à sa vérifiabilité et en les liant à la section « Notes et références ».
Bernard Michel est un auteur-compositeur français, né le 2 août 1919 à Dijon et mort le 2 juin 1992 à Férolles-Attilly (en Seine-et-Marne).
Son nom est peu connu, mais les succès qu'il a écrits sont internationaux et ses interprètes célèbres. Il a joué un rôle actif au sein de la SACEM.

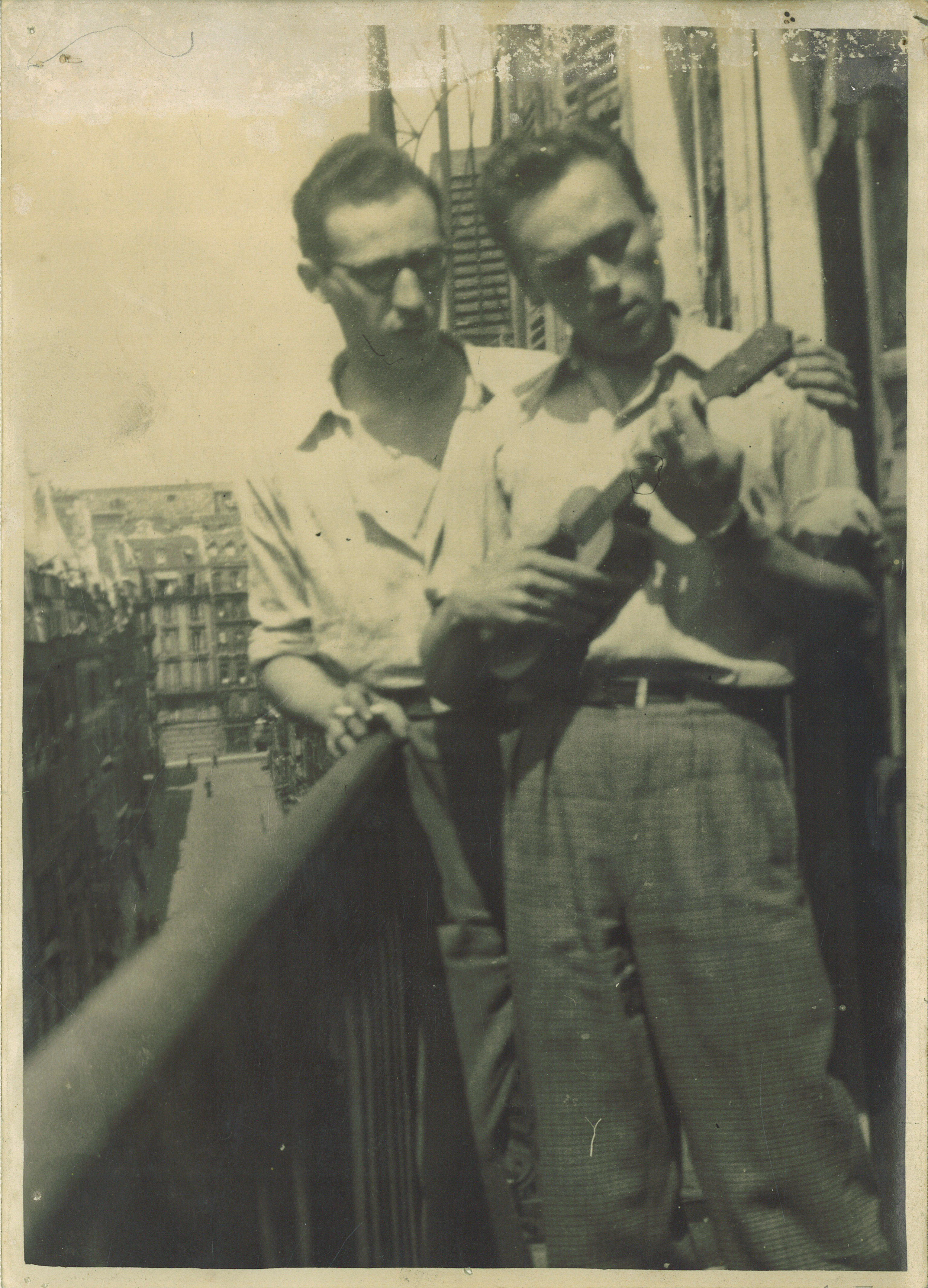
Bernard Michel (au premier-plan, avec guitare) et Maurice Pon (date inconnue).

## Biographie
Artiste, parolier et musicien, il apprend la guitare, puis maîtrise le piano et le saxophone très jeune. Adolescent, il joue dans des orchestres professionnels de la région de la Côte d'Or, en Bourgogne et en Franche Comté. Il découvre aussi le métier de comédien, dès 16 ans dans une petite troupe itinérante tout en  écrivant des chansons.
Il commence sa carrière par un premier prix de comédie au conservatoire de Lyon.
À Paris, il joue au Théâtre des Bouffes-Parisiens avec François Périer, tout en apprenant l'harmonie pour son concours d'entrée à la SACEM, où il est reçu comme auteur compositeur.
Il fait aussi la connaissance de Maurice Favières (qui deviendra célèbre animateur de radio RTL) et Maurice Pon (acteur, auteur, compositeur qui écrira ses premières chansons avec Bernard Michel et fondra plus tard la Maison de disques Mirliton). 
Meunier tu dors, ton moulin, ton moulin va trop fort..., Auprès de ma blonde qu'il fait bon, fait bon... sont ses premiers succès[réf. nécessaire]. Des titres comme La Danse du baiser, Mon cœur est un juke-box, Je prends les choses du bon côté ou Vivre au soleil situent la nature de son répertoire.
Il devient producteur et crée à la radio l'émission La Roulotte aux Chansons. Y passent Henri Génès, Eddie Constantine et quelques débutants comme Charles Aznavour, Sacha Distel, etc. Il signe un contrat d'exclusivité avec Bruno Coquatrix et Ray Ventura.
Il compose pour The Blues Stars et The Peters Sisters et obtient quelques succès aux États-Unis, notamment le célèbre Count Every Star, qui est utilisé en 2009 dans une séquence du film Les Noces rebelles (avec Leonardo DiCaprio et Kate Winslet).
La carrière d'acteur de Bernard Michel est courte et effacée, il s'investit davantage dans la création et passe sa vie à écrire des chansons, des sketches, des opérettes : Mariages d'Amour, En cherchant bien, etc. Il écrit aussi pour Tino Rossi, Maurice Chevalier, Jean Sablon, Jacqueline François, Colette Deréal, Colette Renard, etc. Bernard Michel compose, entre autres, avec Paul Misraki Monsieur De La Palisse et Silence, on tourne.
De sa rencontre avec Henri Salvador naissent plus de 45 ans de complicité, d'amitié et de créations. Cette collaboration est très fructueuse : Zorro est arrivé, Minnie, petite souris, Monsieur Boum Boum, Les Aristochats, Ma Pipe, Le voyageur, Une Blonde en Or, Tu es entrée dans mon âme, Twist SNCF, Claire, ma Secrétaire, Anita, J'étais une bonne chanson, Le Martien, Pan, v'là la pluie!, Le petit clown, Ma Doudou, La Femme d'affaires, Pauvre Jésus Christ, Les Voleurs d'eau, C'est étonnant, c'est Cannes..., etc.
Bernard Michel écrit aussi des succès pour Ray Ventura et Eddie Barclay, Line Renaud, Eddie Constantine, Juliette Gréco, Les Compagnons de la chanson, Jacky Moulière, Tiny Yong, Audrey Arno, Les Surfs, Nancy Holloway, Lucky Blondo, Régine, Annie Cordy, Michèle Torr, Michel Leeb, Bourvil, etc. 
Par ailleurs, Bernard Michel est nommé successivement commissaire, puis vice-président de la Commission des comptes et de la Commission des programmes à la SACEM de 1979 à 1992. Il est plusieurs fois porté à la présidence de ces commissions.
Auteur prolifique, Bernard Michel aborde de nombreux thèmes en s'inspirant de diverses situations de la vie. Dans ses chansons, le quotidien ou la banalité deviennent un évènement. Observateur, drôle et philosophe, ses textes génèrent de nombreux succès. Il ne cesse d'écrire jusqu'à la fin de sa vie. Sa dernière chanson (inédite) a pour titre Une minute de silence.
Son répertoire, riche et varié, n'a pas été entièrement exploité. Il laisse de nombreux inédits.
Un de ses fils, est venu jouer au jeu télévisé Slam animé par Cyril Féraud, le 10 mai 2023. 

## Discographie
Plusieurs centaines de chansons écrites en collaboration avec Henri Salvador (originales et adaptations)
 (février 2014).
- Je prends les choses du bon côté (Musique de Jeff Davis) interprétée par Juliette Gréco et Eddie Constantine (en duo).
- La Danse du baiser (texte de Bernard MICHEL - musique coécrite avec Eddie Barclay et Michel Legrand) et interprétée par Les sœurs Étienne-Les Blue Stars.
- Le Jupon de Lison (coécrit avec Loulou Gasté - Musique de Philippe Gérard) interprétée par Line Renaud.
- Pour deux (Musique de Henri Salvador) interprétée par Jean Sablon.
- Ça bardait (Musique de Jeff Davis) interprétée par Eddie Constantine.
- La Foule (Musique de Henri Salvador) interprétée par Yvette Giraud.
- La Guerre en dentelles (Musique de Henri Salvador) interprétée par Jacqueline François.
- Mon ange à moi (Musique de Henri Salvador) interprétée par Jean-Paul Mauric.
- Le train de la dernière chance (Musique de Guy Magenta) interprétée par Michel Sardou.
- Oublie-moi (Musique de Henri Salvador) interprétée par Régine.
- Pas comme ça (Musique de Henri Salvador) interprétée par Annabel Buffet.
- Les Amours d'artistes (Musique de Henri Salvador) interprétée par Audrey Arno.
- Aime-moi (Musique de Henri Salvador) interprétée par Tiny Young.
- Quand je sors avec toi "Broken Heart" (Paroles & Musique de Paul Anka) adaptation pour Michèle Torr.
- Comme un oiseau (Musique de Raymond Le Sénéchal) interprétée par France Arnel.